# Jude l'oscuro
Jude l'oscuro (titolo originale Jude the Obscure) è l'ultimo romanzo di Thomas Hardy. Pubblicato inizialmente a puntate su un giornale, venne poi edito come libro completo nel 1895.
Il protagonista della storia è Jude Fawley, un giovane uomo appartenente alla classe più umile della società, il cui sogno nella vita è di entrare all'università. Altri due personaggi cruciali del racconto sono la volgare prima moglie di Jude, Arabella, e Sue, la cugina e convivente che Jude non riuscirà mai a sposare.

## Trama
Il romanzo racconta la storia di Jude Fawley, un povero giovane che vive nell'immaginaria regione del Wessex e che aspira a divenire studente a Christminster, città di fantasia, modellata su Oxford, in Inghilterra.
Nel tempo libero lavora nella panetteria dell'anziana prozia. Procuratosi due testi di grammatica latina e greca, inizia lo studio dei classici e delle Scritture. Prima di tentare di entrare all'università, l'ingenuo Jude finisce per sposare Arabella Donn, un'attraente ragazza del posto, grezza e superficiale, che lo lascia nel giro di due anni. Durante questo periodo Jude abbandona completamente lo studio dei classici.
Jude si trasferisce quindi a Christminster, dove vive la cugina Sue Bridehead, e si mantiene facendo il muratore; nel frattempo studia da solo, speranzoso di poter accedere poi all'università. Incontra e si innamora di Sue, la quale, nonostante l'amore per Jude, sposerà il signor Phillotson, antico insegnante di Jude.
Sue è attratta dalla normalità del suo matrimonio con l'insegnante, ma in breve tempo si renderà conto della sua infelicità, poiché non è minimamente attratta fisicamente dal marito (si scoprirà non essere attratta dalla sessualità in generale).
Sue lascia Phillotson per Jude. I due vivono assieme per un po' di tempo senza avere rapporti sessuali e senza sposarsi. Entrambi difatti non vogliono sposarsi per ragioni familiari (matrimoni finiti male) e per la convinzione che l'unione obbligata dalla legge possa distruggere il loro amore.
Jude convince Sue ad avere rapporti sessuali con lui e da questi vengono concepiti alcuni bambini. Viene inoltre affidato a Jude il figlio avuto dal matrimonio con Arabella e del quale non sapeva nulla fino a quel momento. Il nome del bambino è Jude, soprannominato "Little Father Time" ('piccolo padre tempo').
Jude e Sue vengono completamente emarginati per la loro relazione illegale, specialmente dopo la nascita dei loro figli. Conosciuta la situazione familiare di Jude, i datori di lavoro lo licenziano e i proprietari terrieri non vogliono più avere rapporti con lui. Il precoce primogenito Little Father Time, cosciente dei problemi in casa, decide di uccidere i due figli di Sue, strangolandoli con una corda da pacchi, e di suicidarsi impiccandosi con una gruccia. Il ragazzo lascia un biglietto per i genitori con scritto "Fatto perché siamo troppi" (nell'originale, l'inglese è volutamente errato: "Done because we are too menny").
Il trauma di questi eventi spinge Sue a una crisi di colpa per la sua mancata religiosità. Nonostante il ribrezzo che prova per l'ex marito, Sue decide di tornare con lui nella speranza di riacquisire la tranquillità economica e sociale venuta a mancarle durante la storia con Jude. Jude, demoralizzato, viene ingannato attraverso l'uso dell'alcol a risposare Arabella. Dopo un'ultima disperata visita a Sue, egli si ammala gravemente e muore.

## Stile e temi
Il romanzo ha una trama strutturalmente elaborata e organica, dove anche i dettagli più sottili sono elementi utili alla comprensione del destino dei personaggi. Non presenta particolari sconnessioni e quindi la narrazione e il narrato risultano scorrevoli e unitari nella loro complessità.
Come nella maggior parte dei romanzi di Hardy, salvo per Via dalla pazza folla, anche qui l'autore manipola la caduta dei personaggi quasi come un dio crudele, conformemente alla sua visione dell'esistenza e al suo interesse per la tragedia greca.
In Jude sono presenti forti riferimenti autobiografici: come Jude, Hardy non andò all'università e come Sue, il grande amore di Jude, la prima moglie di Hardy, Emma Gifford, divenne sempre più religiosa con il passare degli anni.
I temi fondamentali sono:
- povertà, solitudine e sessualità come ostacoli alla realizzazione personale;
- critica della morale vittoriana;
- superficialità della Chiesa;
- fallimento dell'ideale dell'amore.

## Fortuna
Il testo, ribattezzato dalla critica Jude the Obscene ('Jude l'osceno'), venne bruciato pubblicamente dal vescovo di Exeter lo stesso anno della pubblicazione.

## Adattamenti
Diversi film e canzoni sono basati sul romanzo:
- Jude the Obscure (1971), miniserie diretta da Hugh David, con Robert Powell e Fiona Walker;[1],
- Jude (1996), diretto da Michael Winterbottom, con Christopher Eccleston e Kate Winslet;[2]
- Jude the Obscene (1995) dei Therapy? dall'album Infernal Love.[3]

## Edizioni italiane
- Giuda l'oscuro, traduzione di Nino De Sanctis, Roma, Cooperativa poligrafica editrice, 1904, SBN MOD1701759.
- Giuda l'oscuro, traduzione di Gian Dàuli, 2 voll., Roma, Alberto Stock, 1929. - a cura di Erberto G. Petoia, Introduzione di Maria Stella, Collana I nuovi bestseller, Roma, Newton Compton, 1996, ISBN 978-88-818-3532-4; Collana Grandi Tascabili Economici n.705, Newton Compton, 2012, ISBN 978-88-541-3446-1.
- Giuda l'oscuro, traduzione di M. Ferres, Collana I Grandi Successi Stranieri, Milano, Baldini & Castoldi, 1933.
- Giuda l'oscuro, traduzione di Antonio Velini, Roma, De Carlo, 1946.
- Giuda l'oscuro, traduzione di Giuliana Aldi Pompilj, Biblioteca Universale Rizzoli, Milano, Rizzoli, 1960. - Prefazione di Claudio Gorlier apparati critici di Attilio Brilli, Collana BUR Classici n.809, Milano, Rizzoli, 1991-2010.
- Jude l'oscuro, traduzione di Suso Cecchi D'Amico, Collana Grandi Maestri n.39, Firenze-Roma, Edizioni Casini, 1964 - 1987, ISBN 978-88-403-8105-3. - Collana gli Struzzi n.394, Torino, Einaudi, 1990, ISBN 978-88-061-1885-3.
- Jude l'oscuro, traduzione di Giovanni Luciani, Collana I grandi libri n.573, Milano, Garzanti, 1995, ISBN 978-88-11-58573-2.
- Jude l'oscuro, a cura di Alessandro Medri, Biblioteca del vascello, Robin, 2024, ISBN 979-12-546-7744-5.
- Jude l'oscuro, traduzione di Enrico Postiglione, Collana UEF. I Classici, Milano, Feltrinelli, 2024, ISBN 978-88-079-0472-1.